# Église des Jésuites de Mannheim

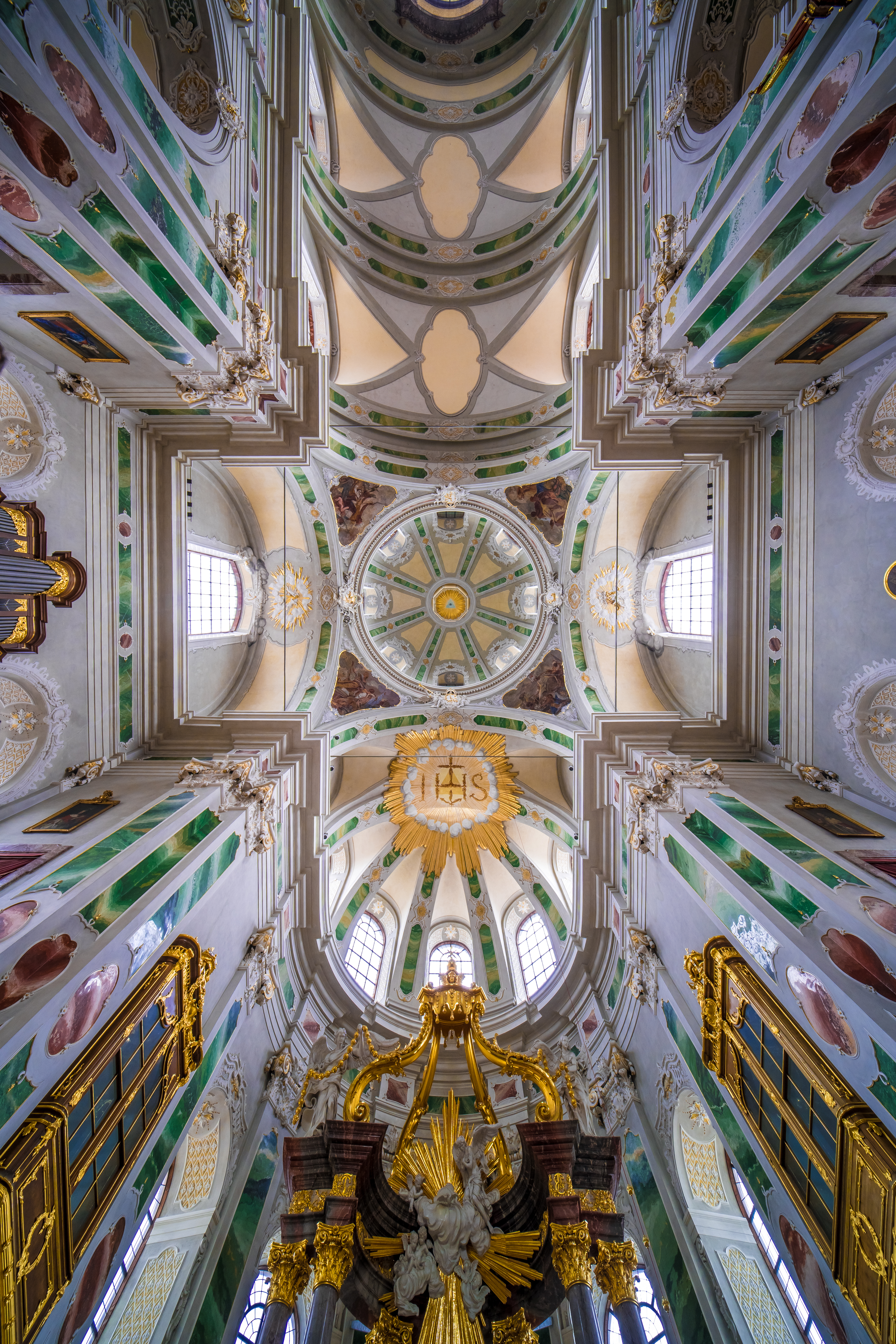
Vue verticale vers le haut dans l'église des Jésuites de Mannheim

Pour les articles homonymes, voir Église des Jésuites.
L'église des Jésuites (Jesuitenkirche) est une église baroque faisant partie du doyenné catholique de Mannheim en Allemagne. Elle sert aussi à la communauté hispanophone de la ville.

## Historique
L'église a été construite entre 1733 et 1756 comme église de la Cour des princes-électeurs palatins Charles-Philippe et Charles-Théodore, selon les plans de l'architecte italien Alessandro Galli da Bibiena et terminée par Franz Wilhelm Rabaliatti. Elle est consacrée par le prince-évêque d'Augsbourg, Joseph-Ignace-Philippe de Hesse-Darmstadt, en 1760, et vouée à saint Ignace de Loyola, fondateur de la Compagnie de Jésus, et à saint François-Xavier, célèbre missionnaire jésuite en Inde et au Japon. Elle passe pour être la plus importante église baroque du Rhin supérieur.
On remarque à l'extérieur les deux tours de grès rouge, les statues des quatre vertus cardinales, la statue de la Renommée avec ses trompettes, sculptée par Paul Egell (1691-1752) et le dôme de 75 mètres de haut.
L'intérieur est décoré de pilastres de marbre de style baroque tardif, avec des éléments annonçant le classicisme. Le célèbre Egid Quirin Asam était l'auteur des fresques représentant la vie de saint Ignace de Loyola, aujourd'hui disparues, tandis que la nef avec ses 400 mètres2 était décorée de fresques décrivant les missions de saint François-Xavier aux Indes.
L'église est restaurée en 1906 pour son trois centième anniversaire. Deux statues de Charles-Philippe et Charles-Théodore sont réalisées par le sculpteur Thomas Buscher. Elle subit de graves dommages pendant les bombardements anglais et américains de 1944-1945, notamment le dôme et le chœur, faisant disparaître les fresques d'Asam.

## Aujourd'hui

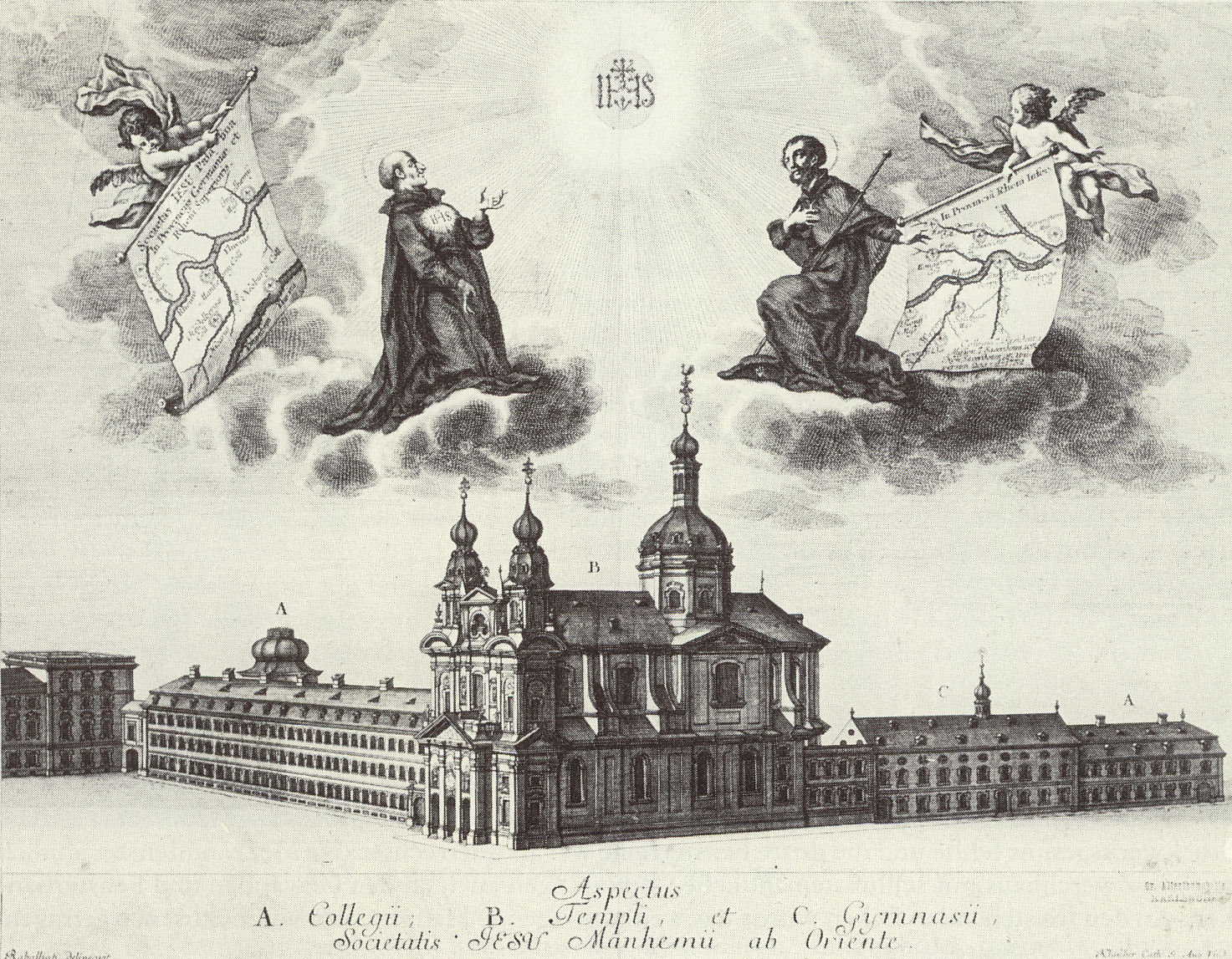
L'église et le collège jésuite en 1753
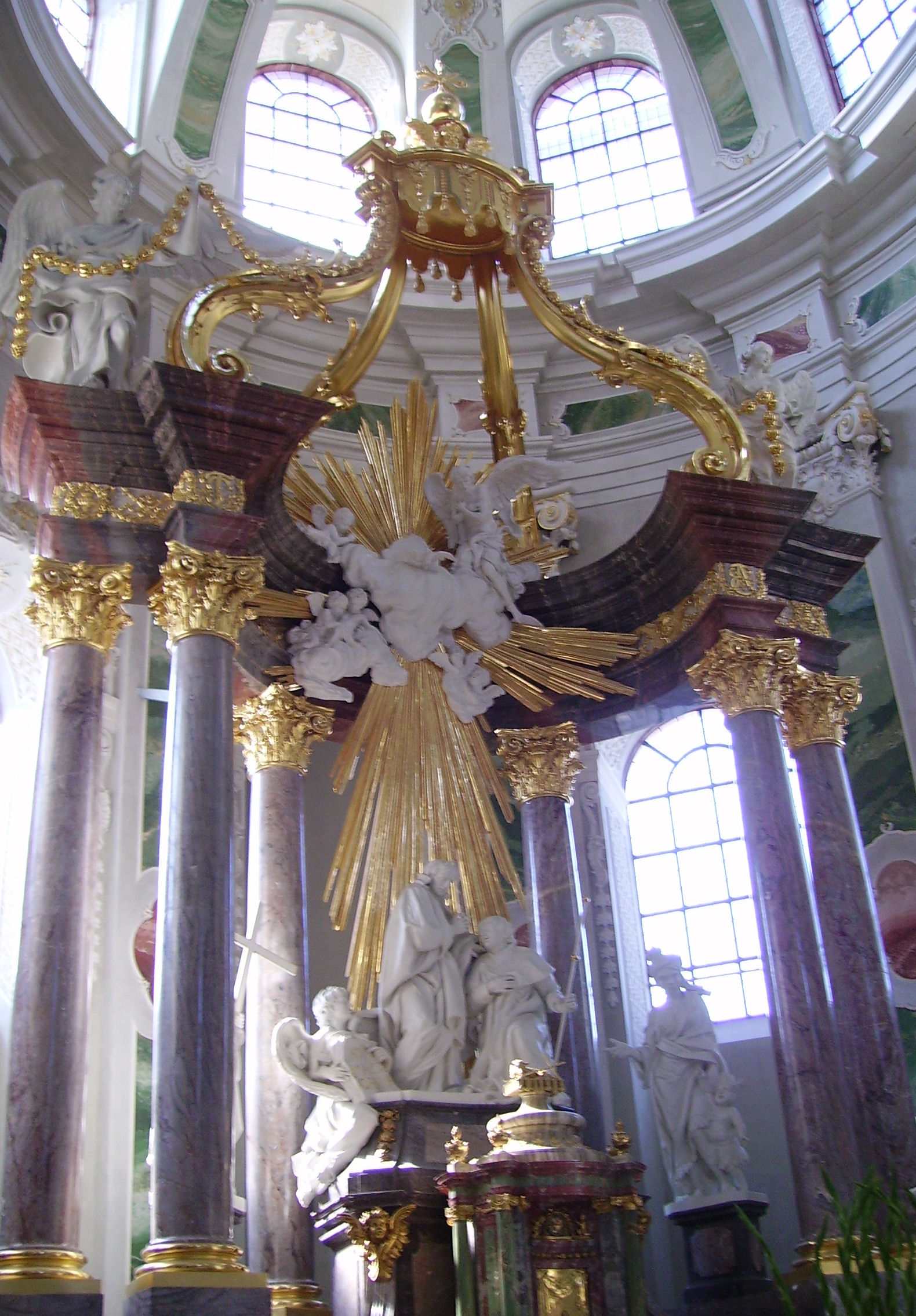
Le maître-autel
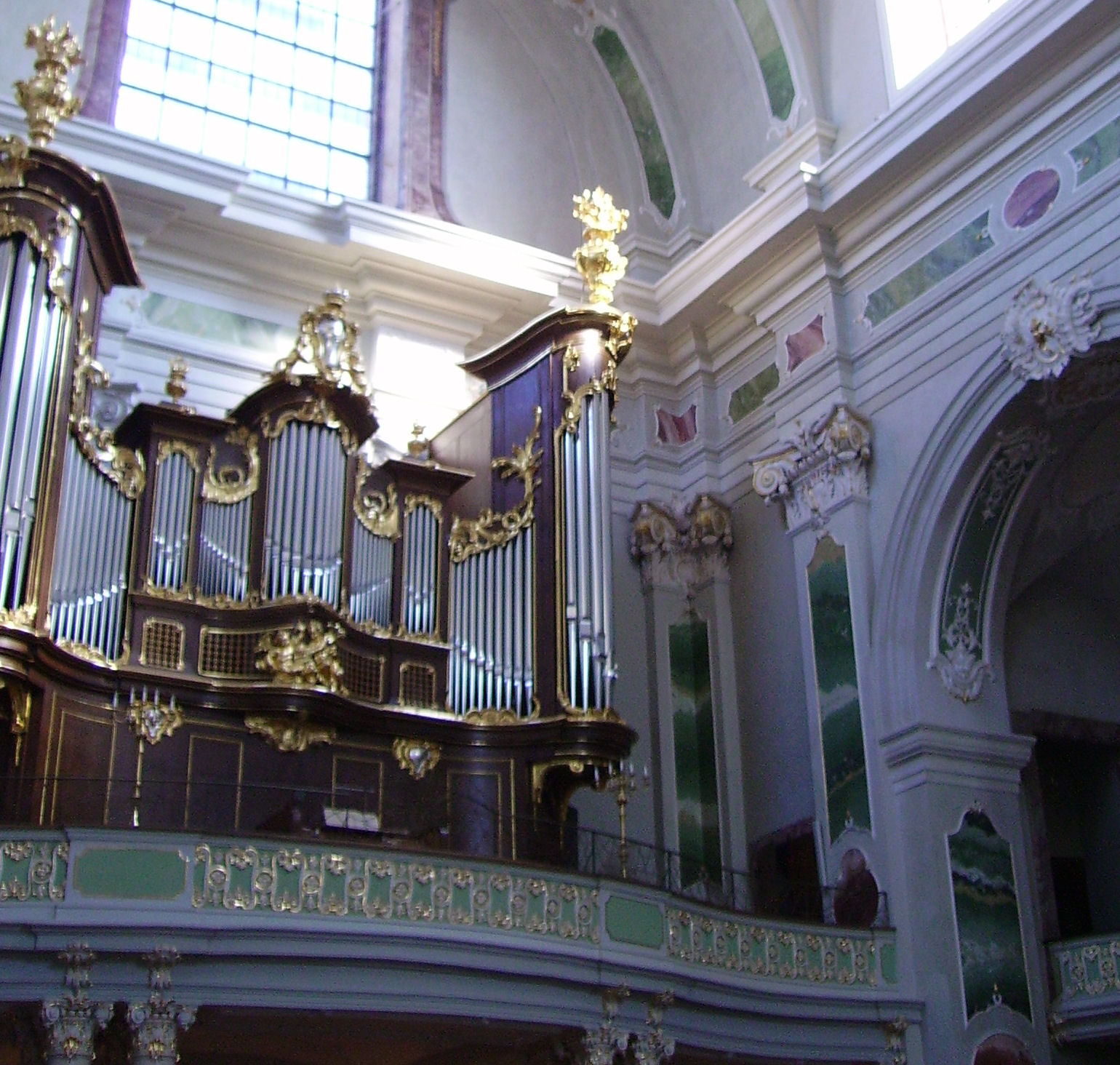
L'orgue principal

Même si un certain nombre d'éléments ont disparu pendant la dernière guerre, on peut encore admirer les six autels latéraux baroques de Peter Anton von Verschaffelt dont ceux dédiés à saint Louis de Gonzague et à saint Stanislas Kostka et ceux dédiés aux saint patrons du couple princier, saint Charles Borromée et sainte Élisabeth de Thuringe, ainsi que le maître-autel restauré d'après l'original de ce même artiste et les quatre fresques représentant les continents par Philippe-Jérôme Brinckmann (1709-1760).
L'orgue principal baroque dessiné par Paul Egell a pu survivre, il a été restauré en 1952 et modernisé en 1965 et 2004. La statue de Notre-Dame couronnée, en argent, œuvre de l'orfèvre augsbourgeois Joseph Ignaz Saler (1747), est remarquable. La chaire (1753), venant du Carmel d'Heidelberg, a été placée après la guerre.
Un petit autel moderne de bronze et d'argent a récemment été installé dans le chœur conformément à la réforme liturgique introduite par Vatican II.
La crypte abrite les tombeaux des Jésuites.

### Source
- Traduction partielle de l'article Wikipedia en allemand.